# Stara Wieś (Mińsk)
Pour les articles homonymes, voir Stara Wieś.
Stara Wieś (prononciation : [ˈstara ˈvjɛɕ]) est un village polonais de la gmina de Siennica dans le powiat de Mińsk de la voïvodie de Mazovie dans le centre-est de la Pologne.
Il se situe à environ 12 kilomètres au sud de Mińsk Mazowiecki (siège du powiat) et à 46 kilomètres au sud-est de Varsovie (capitale de la Pologne).

## Histoire
De 1975 à 1998, le village appartenait administrativement à la voïvodie de Siedlce.